# Kelci Bryant
Kelci Bryant (n. 15 ianuarie 1989, Springfield, Illinois, SUA) este o săritoare în apă ce a reprezentat Statele Unite ale Americii, medaliată olimpică. A participat la 2 ediții ale Jocurilor Olimpice (2008, 2012) în care a câștigat o medalie de argint.